# Hans von Flotow
Hans Ludwig Carl Theodor  von Flotow (* 10. September 1862 auf Gut Felsenhagen bei Pritzwalk; † 19. Dezember 1935 in Berlin) war ein hoher deutscher Diplomat und Rittergutsbesitzer.

## Leben
Hans von Flotow entstammt dem weit verzweigten, mecklenburgischen Uradelsgeschlecht Flotow. Er kam auf Gut Felsenhagen in der Prignitz, als Sohn des früh verstorbenen Rittergutsbesitzers Ludwig von Flotow und dessen Gattin Anna geb. von Avemann zur Welt. Nach dem Gymnasialbesuch in Wittstock/Dosse und dem Abitur am 31. März 1882 an der Ritterakademie in Brandenburg studierte der finanziell gut situierte Hans von Flotow von 1882 bis 1886 Rechts- und Staatswissenschaften an den Universitäten Heidelberg und Berlin. Ab 1886 ließ er sich zum höheren preußischen Verwaltungsbeamten ausbilden und trat nach abgeschlossener Ausbildung und kurzzeitiger Tätigkeit im Bereich des preußischen Finanzministeriums am 24. August 1892 in den Auswärtigen Dienst ein. Er wurde im Auswärtigen Amt 1892/93 ausgebildet und fand anschließend Verwendung an verschiedenen Auslandsvertretungen des Deutschen Reichs bzw. an preußischen Gesandtschaften (1893–1895 Gesandtschaftssekretär in Washington, 1895–1898 Gesandtschaftssekretär in Dresden, 1898–1900 Gesandtschaftssekretär in Den Haag, 1900–1904 Gesandtschaftssekretär in Rom (Vatikan), 1904–1907 Botschaftsrat in Paris). Von 1907 bis 1910 leitete Hans von Flotow die Personalverwaltung des Auswärtigen Amtes in Berlin.
Im Januar 1910 wurde er als Nachfolger von Nikolaus von Wallwitz Gesandter in Belgien und war dort bis zu seiner Ablösung durch Claus von Below-Saleske 1913 tätig. Seine am 20. September 1910 in Berlin geschlossene Ehe mit einer russischen Staatsbürgerin, der Generalswitwe Marie Gräfin von Keller geb. Prinzessin Schachowsky (1861–1944) verlief unglücklich und wurde 1916 geschieden. Obwohl Ex-Reichskanzler Bernhard von Bülow in seinen posthum 1930 veröffentlichten Memoiren Hans von Flotow gleich dessen Jugendfreund an der Ritterakademie zu Brandenburg, dem nachmaligen Staatssekretär des Auswärtigen Gottlieb von Jagow, der Homosexualität bezichtigte, traf das vermutlich nicht zu.
Am 15. Februar 1913 wurde der um den deutsch-französischen Ausgleich während der Marokkokrisen verdiente und deswegen mit dem „Großoffizierskreuz“ der französischen Ehrenlegion ausgezeichnete deutsche Diplomat von Flotow zum neuen deutschen Botschafter in Italien bestimmt, weil der bisher dafür vorgesehene Martin Rücker von Jenisch aus gesundheitlichen Gründen zurücktrat. Die Position war seit der Ernennung Gottlieb von Jagows zum neuen deutschen Außenminister am 11. Januar 1913 vakant. Auf diesem Posten in Rom verblieb Flotow nominell bis zum Abbruch der diplomatischen Beziehungen am 23. Mai 1915. In der Praxis ersetzte ihn am 14. Dezember 1914 der vormalige Reichskanzler Bernhard von Bülow (1849–1929) als sogenannter „Sonderbotschafter“. Auch Bülow gelang es indessen nicht, wie er großspurig angekündigt hatte, Italien am Kriegseintritt gegen Österreich-Ungarn, später zusätzlich auch gegen Deutschland zu hindern. Italien wechselte 1915 auf die Seite der Entente, nachdem diese Italien Landgewinne auf Kosten Österreichs für den Fall eines Sieges in Aussicht gestellt hatte.
Der lebenslang kränkelnde Diplomat von Flotow nahm ab Anfang 1915 seinen ständigen Wohnsitz auf seinen im Großherzogtum Mecklenburg-Schwerin gelegenen Gut Altenhof, wo er bis zu seiner endgültigen Versetzung in den Ruhestand zum 1. Januar 1928 als zeitweilig zur Disposition gestellter Diplomat lebte. Hans von Flotow wurde hier von Gretel Ehlers, geschiedene Rykena, gepflegt, welche er 1934 adoptierte und zu seiner Erbin machte; sie verstarb 1945 in Altenhof. Zeitweise wohnte er auch in Berlin-Tiergarten im Haus des Generals Willy von Livonius, dort war die Künstlerin Aga vom Hagen ebenfalls Untermieterin.
Ein schriftlicher Nachlass des Diplomaten existiert nicht. An dem vom deutschen Diplomatiehistoriker und Kriegsschuldforscher Dr. Friedrich Thimme herausgegebenen Sammelband „Front wider Bülow“ (München 1931) hat sich Hans von Flotow mit einem speziellen Aufsatz über die Botschaftermission von Bülow in Rom 1914/15 beteiligt, wobei er einige der historischen Fehler und Lügen in den Bülow-Memoiren aus seiner Sicht berichtigt. Gegen persönliche Verunglimpfungen und den ihn von Bülow mehrfach gemachten Vorwurf der Homosexualität setzte er sich in dem kurzen Sachbeitrag nicht zur Wehr.
Von Flotow war Mitglied des Deutschen Herrenklubs. Entfernte Verwandte von ihm sind der letzte k. u. k. Außenminister vom 2. – 11. November 1918 Ludwig Freiherr von Flotow (1867–1948) sowie der deutsche Komponist und Intendant des Hoftheaters in Schwerin Friedrich von Flotow (1812–1883).